# 1721 au théâtre
| Années du théâtre : 1718 - 1719 - 1720 - 1721 - 1722 - 1723 - 1724    |
| Décennies du théâtre : 1690 - 1700 - 1710 - 1720 - 1730 - 1740 - 1750 |

## Événements
- octobre : l'actrice Louise Dimanche prend la direction du Théâtre de La Monnaie à Bruxelles.

## Pièces de théâtre représentées
- 3 janvier : Suicides d'amour à Amijima, pièce du genre sewa mono de Chikamatsu Monzaemon, Edo, Japon.
- 19 janvier : The Chimera, comédie de Thomas Odell, Londres, théâtre de Lincoln's Inn Fields.
- 12 février : Le Parvenu ou le Mariage [fait et] rompu de Pierre-François Godard de Beauchamps, Paris, Hôtel de Bourgogne.
- 14 février : The Refusal, Or, The Ladies Philosophy, comédie de Colley Cibber, réécriture des Femmes Savantes de Molière, Londres, Théâtre de Drury Lane.
- 4 mars : The Fair Captive, tragédie d'Eliza Haywood, Londres, théâtre de Lincoln's Inn Fields.
- 6 mars : Les Maccabées d'Antoine Houdar de La Motte, Paris, Comédie-Française.
- 13 avril : Antiochus, tragédie de John Mottley, Londres, théâtre de Lincoln's Inn Fields.
- 19 septembre : L'Amant de sa femme, ou la Rivale d'elle-même, comédie de Louis de Boissy, Paris, Comédie-Française.
- 14 novembre : La Soubrette de Pierre-François Godard de Beauchamps, Paris, Hôtel de Bourgogne.
- Les Folies de Cardenio de Charles Antoine Coypel, Paris, palais des Tuileries, avec des ballets dans lequel le roi Louis XV âgé de 10 ans a dansé.
- La Force du sang, ou le Sot toujours sot de David Augustin de Brueys.
- Le Mariage fait et rompu, ou l’hôtesse de Marseille  de Charles Dufresny.
- Cartouche ou les voleurs de Marc-Antoine Legrand.
- La Forêt de Dodone de Jacques-Philippe d'Orneval, Paris, Foire Saint-Germain.
- Pandore de Germain François Poullain de Saint-Foix.

## Naissances
- 21 août : Lucretia Wilhelmina van Merken, poétesse et dramaturge néerlandaise, morte le 19 octobre 1789.
- 19 septembre : Préville, acteur français, mort le 18 décembre 1761.
- 11 octobre : François-Antoine Chevrier, auteur de libelles et dramaturge lorrain, mort le 26 juin 1762.
- Date précise non connue :
  - Louis Anseaume, dramaturge français, sous-directeur de l'Opéra-Comique, mort le 7 juillet 1784.

## Décès
- 30 septembre : Françoise Raisin, actrice française, née le 17 janvier 1662.
- 4 octobre : Jean de Palaprat, avocat et dramaturge français, né en mai 1650.